# Dactylolabis (Dactylolabis) nitidithorax
Dactylolabis (Dactylolabis) nitidithorax is een tweevleugelige uit de familie steltmuggen (Limoniidae). De soort komt voor in het Nearctisch gebied.